# سرطان اثنی عشر
سرطان اثنی عشر (انگلیسی: Duodenal cancer)، یک سرطان در بخش اول روده کوچک معروف به دوازدهه است. سرطان دوازدهه در مقایسه با سرطان معده و سرطان روده بزرگ نسبتاً نادر است. بافت‌شناسی آن معمولاً آدنوکارسینوم است.